# Zhang Hongtao
Zhang Hongtao (张宏涛S, Zhāng HóngtāoP; 9 aprile 1986) è un ginnasta cinese.

## Palmarès

### Mondiali
- 1 medaglia:
  - 1 oro (Londra 2009 nel cavallo con maniglie)